# Kąkolewnica (gmina)
Pour les articles homonymes, voir Kąkolewnica.
Kąkolewnica est une gmina rurale (gmina wiejska) du powiat de Radzyń Podlaski, dans la Voïvodie de Lublin, dans l'est de la Pologne.
Son siège administratif (chef-lieu) est le village de Kąkolewnica, qui se situe environ 18 kilomètres (km) au nord de Radzyń Podlaski (siège du powiat) et 77 kilomètres au nord de la capitale régionale Lublin (capitale de la voïvodie).
La gmina couvre une superficie de 147,71 km2 pour une population de 8 459 habitants en 2006.

## Histoire
De 1975 à 1998, le village est attaché administrativement à la voïvodie de Biała Podlaska.

Depuis 1999, il fait partie de la nouvelle voïvodie de Lublin.

## Géographie
La gmina inclut les villages (sołectwa) de:

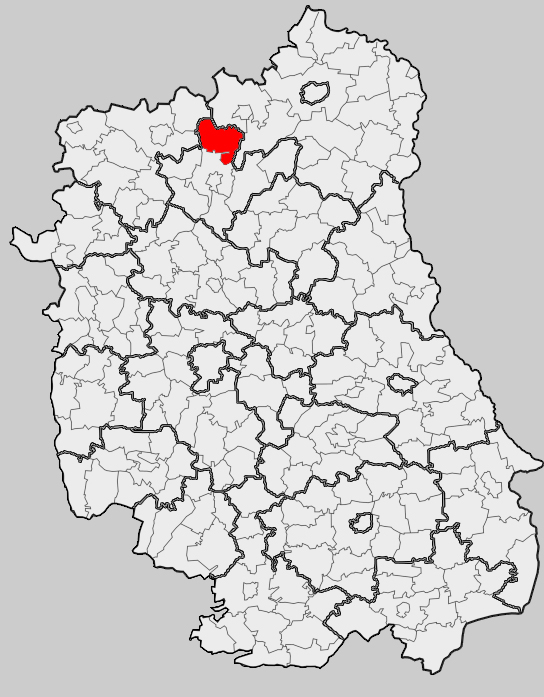
Position de la gmina dans la voïvodie

- Brzozowica Duża
- Brzozowica Mała
- Grabowiec
- Jurki
- Kąkolewnica
- Lipniaki
- Miłolas
- Mościska
- Olszewnica
- Polskowola
- Sokule
- Turów
- Wygnanka
- Żakowola Poprzeczna
- Żakowola Radzyńska
- Żakowola Stara
- Zosinowo

### Gminy voisines
La gmina de Kąkolewnica est voisine des gminy de:
- Drelów
- Łuków
- Międzyrzec Podlaski
- Radzyń Podlaski
- Trzebieszów
- Ulan-Majorat

## Structure du terrain
D'après les données de 2002, la superficie de la commune de Kąkolewnica est de 147,71 kilomètres carrés, répartis comme telle :
- terres agricoles : 70 %
- forêts : 24 %

La commune représente 15,3 % de la superficie du powiat.

## Démographie
Données du 30 juin 2004 :
| Description        | Total  | Total | Femmes | Femmes | Hommes | Hommes |
| ------------------ | ------ | ----- | ------ | ------ | ------ | ------ |
| Unité              | Nombre | %     | Nombre | %      | Nombre | %      |
| Population         | 8 529  | 100   | 4 207  | 49,3   | 4 322  | 50,7   |
| Densité (hab./km²) | 57,7   | 57,7  | 28,5   | 28,5   | 29,3   | 29,3   |